# 12075 Леґґ
12075 Леґґ (12075 Legg) — астероїд головного поясу, відкритий 20 березня 1998 року.
Тіссеранів параметр щодо Юпітера — 3,468.